# Hekata
Hekata (starogrško starogrško Ἑκάτη: Hekáte) je v grški mitologiji boginja čarovništva in podzemlja (dlje je Hadovo podrocje ) ter zaščitnica Magije. 
Po njej se imenuje tudi stoti odkriti asteroid 100 Hekata (100 Hekate).
Boginja je traškega izvora in prinaša blagoslov ali prekletstvo. Večkrat jo enačijo z Artemido, s Seleno (Luno) ali z boginjo podzemlja Persefono. Je boginja čaranja in zarotitve. Rada se mudi na razpotjih in grobovih in na krajih, kjer je bila prelita kri umorjenih. Ponoči hodi okoli v spremstvu duš umrlih. Njen prihod naznanja lajež psov.